# حسین میرزالو
حسین میرزالو سیاست‌مدار ایرانی بود، که در دوره بیست و چهارم مجلس شورای ملی به‌عنوان نماینده تبریز از استان آذربایجان شرقی در مجلس شورای ملی حضور داشت.